# إرنست هاميلتون
إرنست هاميلتون هو لاعب اللاكروس كندي، ولد في 17 أبريل 1883 في مونتريال في كندا، وتوفي في 19 ديسمبر 1964 في كيبك في كندا.

## وصلات خارجية
- إرنست هاميلتون على موقع أوليمبيديا (الإنجليزية)